# Makido film
Die makido film GmbH ist eine österreichische Filmproduktionsgesellschaft mit Sitz in Wien-Meidling und einer Tochterfirma in Weimar. makido film wurde vom Produzenten Golli Marboe im Jahr 2011 gegründet. Der Fokus des Unternehmens liegt auf der Produktion von Dokumentarfilmen und Spielfilmen für Fernsehen und Kino. Die Durchführung erfolgt dabei sowohl in Eigenproduktion als auch in Koproduktion mit in- und ausländischen Partnern. Am 8. Juni 2015 meldete die Firma beim Handelsgericht Wien Insolvenz an.

## Produktionen
Die Produktion konzentriert sich auf folgende Themenschwerpunkte:
- Kinderprogramme
- Religiös-kulturelle Programme
- Österreich
- Thüringen, Sachsen und Sachsen-Anhalt
- Musik
- Gerechte unter den Völkern und Yad Vashem
- Barrierefreies Fernsehen
- Afrika

| Jahr     | Titel                                                                      | Art der Produktion        | Regie                                                                                  | Dauer            | Festivals | Preise                                                                       |
| -------- | -------------------------------------------------------------------------- | ------------------------- | -------------------------------------------------------------------------------------- | ---------------- | --- | ---------------------------------------------------------------------------- |
| 2015 (A) | Abenteuer Alpen – Mit Reinhold Messner auf historischer Bergtour           | Dokumentation             | Philipp Engel                                                                          | 3/52', 2/45',52' | |                                                                              |
| 2015 (D) | Topf & Söhne. Erfurt                                                       | Dokumentation             | Ute Gebhardt                                                                           | 30'              | |                                                                              |
| 2014 (A) | Die Gerechten unter den Völkern – Retter und Helfer im Nationalsozialismus | Hochglanzdokumentation    | Andrea Morgenthaler                                                                    | 43',52'          | - 5. Cannes Corporate Media & TV Awards 2014, Cannes, Frankreich | Silberner Delphin – TV Documentaries and Reports – History and Civilizations |
| 2014 (A) | Akte Grüninger                                                             | Spielfilm                 | Alain Gsponer                                                                          | 90'              | - Schweizer Filmpreis | Nomination als bester Darsteller für Stefan Kurt                             |
| 2014 (A) | Die Spur der Ahnen                                                         | Dokumentation             | Pepe Pippig                                                                            | 29'              | |                                                                              |
| 2014 (A) | Burgenlandroma auf Wallfahrt – Eine Kulturreise                            | Dokumentation             | Michael Podogil                                                                        | 43'              | |                                                                              |
| 2014 (A) | Zwei Päpste für ein Halleluja                                              | Dokumentation             | Florian Kröppel                                                                        | 43'              | |                                                                              |
| 2014 (A) | Wir machen Theater solange wir können – 125 Jahre Wiener Volkstheater      | TV-Dokumentation          | Titus Hollweg                                                                          | 43'              | |                                                                              |
| 2014 (A) | Jenseits des Jordan                                                        | Dokumentation             | Florian Kröppel                                                                        | 43'              | |                                                                              |
| 2013 (A) | Diplomatische Liebschaften – Die Mätressen des Wiener Kongresses           | Dokumentation             | Melissa Müller, Monika Czernin                                                         | 52'              | |                                                                              |
| 2013 (A) | Geister, die sich scheiden – Richard Strauss und Kurt Weill                | Dokumentation             | Michael Pfeifenberger                                                                  | 52'              | |                                                                              |
| 2013 (A) | Liedestoll – Angelika Kirchschlager und Konstantin Wecker                  | Dokumentation und Konzert | Christian Kugler                                                                       | 52',112'         | |                                                                              |
| 2013 (A) | In bester Verfassung?                                                      | Hochglanz Feature         | Dominik Wessely                                                                        | 45'              | |                                                                              |
| 2013 (A) | Mythos Gerechtigkeit                                                       | Dokumentation             | Maximilian Traxl, Martin Betz (CVD)                                                    | 43'              | |                                                                              |
| 2013 (A) | Wagner vs. Verdi                                                           | Dokumentarserie           | Martin Betz, Daniel Gerlach, Christian Kugler, Thomas Macho, Pepe Pippig, Anna Schmidt | 6/26'            | |                                                                              |
| 2013 (A) | Der fünfte Akt des Leben – die Revolution der Altersbilder                 | Dokumentation             | Juri Köster                                                                            | 43',30'          | |                                                                              |
| 2013 (A) | Wahnsinn, Wagner!                                                          | Dokumentation             | Martin Scheider                                                                        | 45'              | |                                                                              |
| 2013 (A) | Leben als Gesamtkunstwerk – Henry van de Velde in Weimar                   | Dokumentation             | Ulrike Mothes                                                                          | 30'              | |                                                                              |
| 2013 (A) | Jesus und die verschwundenen Frauen                                        | Dokumentation             | Maria Blumencron                                                                       | 52'              | - The Incredible Filmfest, 2013, Potsdam, Deutschland - 5th Eko International Film Festival, 2014, Silverbird Galleria on Victoria Island, Lagos |                                                                              |
| 2013 (A) | Georg Kreisler gibt es gar nicht                                           | Dokumentation             | Dominik Wessely                                                                        | 52'              | - IMZ World Music Film Screenings at WOMEX 2013, Cardiff, Wales, UK |                                                                              |
| 2013 (A) | Kreisler's musikalische Stolpersteine                                      | Music Clips               | Dominik Wessely                                                                        |                  | - Grenzland Filmtage, 2013, Selb, Deutschland - Future Film Festival, 2013, Bologna, Italien - Cortoons Festival, 2013, Rom, Italien - Internationales Trickfilmfestival, 2013, Stuttgart, Deutschland - Anifest – International Animation Festival, 2013, Teplice, Tschechische Republik - Vienna Independent Shorts, 2013, Wien, Österreich |                                                                              |
| 2013 (A) | Schau in meine Welt! Jonas und die schwarze Meute                          | Dokumentation             | Ulrike Lehmann                                                                         | 25'              | |                                                                              |
| 2013 (A) | Schau in meine Welt! Khuyagaa – Ein Tag im Leben eines Nomadenjungen       | Dokumentation             | Uisenma Borchu                                                                         | 25'              | - DOK.fest, 2013, München, Deutschland |                                                                              |
| 2013 (A) | Nomen est omen – Was bedeutet dir dein Name                                | Reportage                 | Sonja Koppitz                                                                          | 3'/5'            | |                                                                              |
| 2013 (A) | Cyber Security                                                             | Reportagen-Reihe          | Edith Hisch                                                                            | 3/1,5' – 6'      | |                                                                              |
| 2013 (A) | Ich bin Benediktiner                                                       | Reportagen-Reihe          | Michael Podogil                                                                        | 6/1,5'           | |                                                                              |
| 2013 (A) | Was bringt Kirche?                                                         | Reportagen-Reihe          | Sonja Koppitz                                                                          | 4/2'             | |                                                                              |
| 2012 (A) | Cultus – Feiertage                                                         | Dokumentation             | Maria Blumencron                                                                       | 52'              | |                                                                              |
| 2012 (A) | Cultus – Feiertage                                                         | Dokumentation             | Maria Blumencron                                                                       | 52'              | |                                                                              |
| 2012 (A) | Die Papstmacher                                                            | Dokumentation             | Peter Beringer                                                                         | 52'              | - The Incredible Filmfest, 2013, Potsdam, Deutschland |                                                                              |
| 2012 (A) | Diese verfluchten Stunden am Abend – Häftlingsbordelle im KZ               | Dokumentation             | Andrea Oster                                                                           | 52'              | |                                                                              |
| 2012 (A) | Die Ballclique                                                             | Daily Doku-Soap           | Titus Hollweg, Lena Weithofer                                                          | 20/25'           | |                                                                              |
| 2012 (A) | Orientierung: Neue Kardinäle, Gerüchte und Papst-Favoriten                 | Reportage                 | Andrea Oster                                                                           | 7'               | |                                                                              |